# 雅克·安德鲁埃·迪塞尔索
雅克·安德鲁埃·迪塞尔索（法語：Jacques I Androuet du Cerceau），（1510年—1584年）。文艺复兴时期欧洲法国建筑设计师与装潢师。他曾于公元16世纪前后的法国巴黎参加设计与制作了多部建筑作品以及家具装饰工作。在当时的法国以及欧洲均产生了极为重大的影响力。

## 扩展阅读
- Baldus, Édouard (c. 1880). Oeuvre de Jacques Androuet dit du Cerceau. Meubles. Paris: Edouard Baldus. Listing at WorldCat; listing by Hugh Pagan Ltd at the Internet Archive.